# SV St. Margarethen
Der Sportverein St. Margarethen, kurz SV St. Margarethen ist ein österreichischer Amateurfußballverein aus St. Margarethen im Burgenland. Aktuell spielt der Verein in der Burgenlandliga, der höchsten Amateurliga des Bundeslandes Burgenland, das entspricht der vierthöchsten Leistungsstufe in Österreich. 

## Geschichte
Fußball gespielt wurde in St. Margarethen bereits in den 1920er Jahren. Der erste „echte“ Verein wurde aber erst 1949 gegründet. Der SV St. Margarethen startete in der 2. Klasse Nord, verlor alle 10 Spiele und stieg in die 3. Klasse ab. Schon 1954 kam das vorübergehende Aus aufgrund finanzieller Turbulenzen. Am 14. August 1958 wurde der Verein als FC St. Margarethen erneut gegründet. Nach vier Jahren in der 2. Klasse schafft der Verein 1961 den Sprung in die 1. Klasse, wo er 1968/69 den Meistertitel holt.
Nur zwei Jahre später, in der Saison 1970/71 gelingt in der II. Liga Nord erneut der Meistertitel und Sankt Margarethen spielt in der Landesliga des Burgenlandes. Der Verein rekrutiert den Großteil seiner Spieler damals wie heute aus dem eigenen Nachwuchs. Zehn Jahre lang hält sich der Verein, der seit 1973 SV heißt, in der Landesliga, wird einmal Dritter (1977/78) und einmal Vierter (1978/79). In der Saison 1980/81 folgt der bittere Weg zurück in die 2. Liga Nord. Doch schon 1983/84 wird St. Margarethen Meister der II. Liga Nord und steigt wieder auf. Es folgen die erfolgreichsten Jahre. Durch einen sensationellen dritten Tabellenplatz qualifiziert sich der SV St. Margarethen für die Regionalliga (3. Leistungsstufe).
Dort landet der Verein auf dem neunten Platz (1985/86), gewinnt aber den Regionalligacup mit einem 3:2 gegen den Floridsdorfer AC. Es folgt der Landesmeistertitel in der Halle (1986), der Vize-Hallentitel (1987) und der fünfte Platz in der Regionalliga (1986/87). Nur ein Jahr später muss St. Margarethen zurück in die Landesliga. Dort mutiert der Verein zum Dauerbrenner. Beste Platzierungen sind zwei vierte Ränge (1997/98 und 2004/05). Allerdings gerät der Verein des Öfteren auch in akute Abstiegsnöte. Nur mit Mühe schafft St. Margarethen in den Saisonen 1996/97, 2002/03 und 2006/07 den Klassenerhalt. Seit 2002 trägt der Verein auch den Namen seines Hauptsponsors und heißt SV WAHA fix&fertig Sankt Margarethen.
Nach 20 Saisonen ereilt den SV St. Margarethen das Abstiegsschicksal. Doch wieder lässt die Rückkehr nicht lange auf sich warten, 2010/11 gelingt der Wiederaufstieg und der Sieg im Burgenländischen Fußballcup (1:0 gegen Welgersdorf). Mit bekannten Namen, wie Josef Degeorgi als Trainer, Ex Nationalspieler Marcus Pürk und dem Fußball Globetrotter Rolf Martin Landerl etabliert sich der Klub wieder in der Burgenlandliga. Wohl für die Ewigkeit wird ein Rekord des Vereins halten – St. Margarethen bleibt ein Jahr lang oder 33 Pflichtspiele ungeschlagen. In der Burgenlandliga wird der SV Achter, im ÖFB Cup gelingt in der Saison 2011/12 die Sensation: in Wattens gewinnt St. Margarethen gegen den späteren Regionalliga West Meister im Elfmeterschießen und spielt im September 2011 gegen den Bundesligisten Wacker Innsbruck. Vor 1.500 Zuschauern im heimischen „Greabochstadion“ gibt es eine ehrenvolle 0:3-Niederlage. Im Winter 2012 kommt es zu einem Trainerwechsel, Rolf Martin Landerl folgt Josef Degeorgi. Landerl holt mit 45 Punkten Platz 10. Im Sommer 2013 gibt es einen erneuten Trainerwechsel. Landerl wechselt zum FC Admira Wacker Mödling II, Marcus Pürk übernimmt als Spielertrainer.
Der SV St. Margarethen belegt 2013/14, in seiner 35. Saison in der Burgenlandliga den eher enttäuschenden 11. Platz und fährt zudem die höchste Heimpleite in seiner Landesligahistorie ein. Am 7. Juni 2014 verliert das Team gegen den ASV Draßburg mit 0:8. Im Sommer 2014 kommt es zu einem Wechsel auf der Trainerbank, Roman Mählich übernimmt von Marcus Pürk. Mit dem neuen Trainer und einigen Neuverpflichtungen zeigt der SV im Herbst 2014 guten Fußball, muss nur zweimal als Verlierer vom Platz und überwintert auf dem fünften Platz, nur vier Punkte hinter Herbstmeister SV Oberwart. Im Frühjahr 2015 überschlagen sich die Ereignisse: nach schlechtem Start nimmt Coach Mählich ein Angebot von FK Austria Wien an und wird dort Trainer der zweiten Mannschaft in der Regionalliga Ost. Gerhard Gmasz wird neuer Betreuer und sichert den Klassenerhalt mit Platz 10 und insgesamt 39 erzielten Punkten.
Mit der Saison 2015/16 ändert sich viel am „Greaboch“. Mit Eldar Topić und Helmut Prenner holt der Burgenlandligist zwei Ex-Bundesligaprofis, die schon bei der knappen 2:3-Testspielniederlage gegen den FK Austria Wien aufzeigen. In diesem Spiel stellt der Verein auch seinen neuen Zuschauerrekord auf: 2.200 Zuschauer kommen ins „Greabochstadion“. Mit einer völlig neuformierten Truppe gelingt dem SV eine tolle Hinrunde, die die Truppe mit der Vizemeisterschaft im Herbst abschließt. Höhepunkt ist eine Siegesserie von sechs vollen Erfolgen in Serie (unter anderem beim SV Mattersburg II 2:1, 5:0 gegen SV Neuberg), die den Verein zwischenzeitlich auf Platz eins hievt. Durch einige Punkteverluste gegen Nachzügler und eine verheerende 0:7-Pleite in Eltendorf verliert der St. Margarethen den Kampf um die Herbstmeisterschaft. Im Frühjahr spielt der SV Sankt Margarethen lange um den Titel mit, verliert aber gegen Nachzügler ASKÖ Klingenbach 1:2 und in Horitschon gleich 0:4. Trotzdem bleibt der Titel in Reichweite. Erst zwei Runden vor Schluss, nach der 0:1-Pleite in Pinkafeld, ist der Titel weg. Sankt Margarethen belegt mit 56 Punkten den 6. Platz. Ironie am Rande: In dieser Saison findet sich erstmals in der Geschichte der Burgenlandliga kein Verein, der in die Regionalliga Ost aufsteigen will. Nach der guten Saison folgt noch ein sensationeller Saisonabschluss. Der SK Rapid Wien gastiert am „Greaboch“ vor 2.000 Zuschauern und St. Margarethen feiert einen sensationellen 1:0-Erfolg. Torschütze ist der Ex-Rapidler Helmut Prenner.
In der Saison 2016/17 speckt der Verein personell ab, setzt wieder auf viele Spieler aus dem eigenen Nachwuchs. Das Unternehmen gelingt. Verstärkt mit zwei Legionären aus der Slowakei, Martin Babic und Tomas Horvath, platziert sich die Mannschaft von Neo-Trainer Marek Kausich mit 46 Punkten aus 32 Spielen im Mittelfeld (8. Platz) der Tabelle der Burgenlandliga. Im BFV Cup kommt schon das frühe Aus in der 1. Runde gegen den ASK Pama. Fast unverändert geht Sankt Margarethen in die Saison 2017/18. Im Elfmeterschießen verliert der SV in der ersten Runde des BFV Cups gegen Klingenbach. Die Meisterschaft beginnt zäh, nach vier Runden gibt es ebenso viele Punkte. Die nächsten neun Runden bleibt der Verein aber unbesiegt und holt 19 Punkte, in der Herbstmeisterschaft liegt Sankt Margarethen mit 26 Punkten auf Platz 8. Im Winter werden Tomas Horvath und Martin Hromovic abgegeben und dennoch läuft es in der Meisterschaft gut. Am Ende feiert Sankt Margarethen mit einem 5:0 in Neuberg den höchsten Saisonsieg und mit schlussendlich 47 Punkten eine gelungene Saison.

## Erfolge
- Meister der 2. Liga Nord (5. Leistungsstufe) 1970/71, 1983/84, 2010/11
- Meister der 1. Klasse Nord (6. Leistungsstufe) 1968/69
- Burgenländischer Hallenmeister 1986
- Burgenländischer Vizehallenmeister 1987
- Regionalliga Cupsieger 1986
- Burgenländischer Cupsieger 2011

## Trainer
- Roman Mählich (2014–2015)
- Franz Lederer (seit 2022)

## Spieler
- Erwin Schneider
- Gerhardt Horvath
- Ottó Vincze
- Marcus Pürk
- Rolf Martin Landerl